# Dulce Nombre de María
Dulce Nombre de María é um município do departamento de Chalatenango, em El Salvador. Sua população estimada em 2007 era de 8 987 habitantes.

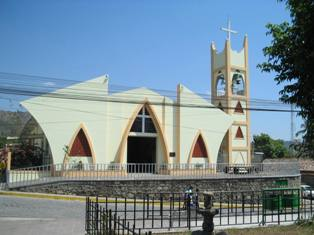
Igreja de Dulce Nombre de María